# Capri (Paolo Rustichelli)
Capri è un album del musicista e compositore Paolo Rustichelli.

## Tracce
Testi e musiche di Paolo Rustichelli.
1. Femmes – 3:23
2. Bold Man – 3:35
3. Capri
4. Merkel – 3:05
5. Bokrug – 2:00
6. Full Moon – 5:00
7. El Topo – 4:13
8. The Bridge
9. Black Plastic – 5:13
10. Capri Reprise – 4:11

## Formazione

### Formazione ufficiale
- Paolo Rustichelli, tastiera

### Altri membri
- Benny Rietveld, basso
- Ricky Wellman, batteria
- Andy Summers, chitarra
- Carlos Santana, chitarra
- Joe Foley, chitarra
- Herbie Hancock, pianoforte